# Perilampus micans
Perilampus micans is een vliesvleugelig insect uit de familie Perilampidae. De wetenschappelijke naam is voor het eerst geldig gepubliceerd in 1820 door Dalman.